# 서향
서향(瑞香, 영어: daphne odora, winter daphne 또는 fragrant daphne)은 상록의 관목으로서 가지가 많이 나뉘어 있다. 특히, 나무껍질의 인피 섬유가 매우 강하여 잡아당기면 길게 벗겨진다. 잎은 긴 타원형으로 광택이 나는 짙은 녹색이며, 긴 잎자루를 가지고 가지에 빽빽하게 붙어 있다. 꽃은 이른 봄에 두상 꽃차례를 이루면서 달린다. 한편, 긴 꽃받침통의 윗부분이 4갈래로 나뉘어 꽃잎과 같은 모양을 하고 있는데, 이때 바깥쪽 부분은 분홍색이고, 안쪽 부분은 흰색이며 육질이다. 보통 열매를 맺지 않는다. 중국이 원산지로, 향기가 강하며 정원수로 많이 심는다. 뿌리와 껍질은 약재로 쓰인다. 중국 이름 서향을 차용한 것으로, 서향은 좋은 향이라는 뜻에서 유래된 것이다. 별명으로 천리향으로도 불린다.

## 화재 응용법
가을 분갈이시 포기 나누기로 번식하고 꺾꽂이로도 번식된다.
노지에 재배할 때는 햇빛이 잘 드는 양지바른 곳으로 부엽질과 유기질이 풍부한 땅에 심어 주고 특별한 시비는 필요치 않다.

## 같이 보기
- 관목
- 백서향